# قصه‌های غزاله
قصه‌های غزاله مجموعه‌ای تلویزیونی در سبک انیمیشن ساخت مرکز پویانمایی صبا است. فصل اول این انیمیشن اولین بار در سال ۱۳۸۷ شمسی از شبکه پویا پخش شد و فصل دوم آن نیز سال بعد منتشر شد. گفتنی است که سری اول در جشنوارهٔ امام رضا علیه‌السلام برگزیده شده است.

## داستان
«غزاله» دختر بچه‌ای است که به تازگی به سن تکلیف رسیده است. او در کنار خانواده‌اش با آموزه‌های دینی و نکات اخلاقی آشنا می‌شود. داستان‌های این مجموعه در یکی از محله‌های قدیمی و دوست داشتنی تهران، در یک خانهٔ قدیمی و بزرگ که متعلق به مادربزرگ است، اتفاق می‌افتد. در این خانه، «غزاله» و «سعید» به همراه «پدر»، «مادر» و «مادربزرگ» خود زندگی می‌کنند. در حیاط این خانهٔ قدیمی نیز حیواناتی چون خروس، گربه و ماهی زندگی می‌کنند. بیشتر وقایع داستان‌ها پیرامون ماجراهایی است که بین بچه‌ها و این حیوانات در جریان است.
در هر قسمت از این مجموعه، بچه‌ها به طرق مختلف با یک مسئلهٔ دینی مواجه می‌شوند؛ مثلاً وقتی غزاله در میان نماز ظهر و عصر می‌خوابد، یاد می‌گیرد که برای خواندن نماز بعدی حتماً باید دوباره وضو بگیرد. در این مجموعه، سعی بر این است تا مسائل تربیتی، علمی، رسوم عرفی و احکام شرعی به‌طور صحیح به کودکان آموزش داده شود.

## صداپیشگان
- ناهید امیریان شمس‌آبادی در نقش غزاله
- مهسا عرفانی در نقش مو فرفری